# BVA Cup 2014 (maschile)
La BVA Cup 2014, 7ª edizione della omonima competizione di pallavolo maschile, si è svolta dal 4 al 5 ottobre 2014: al torneo hanno partecipato quattro squadre di club afferenti alla BVA e la vittoria finale è andata per la prima volta al Maliye Milli Piyango.

## Formula
La formula ha previsto semifinali, finale terzo posto e finale.

## Squadre partecipanti
- PAOK
- Budućnost Podgorica
- Baia Mare
- Maliye Milli Piyango

## Torneo
|  | Semifinali           | Semifinali |           |                      | Finale              | Finale          |  |
|  |                      |            |           |                      |                     |                 |  |
|  | Maliye Milli Piyango | 3          |           |                      |                     |                 |  |
|  | Maliye Milli Piyango | 3          |           |                      |                     |                 |  |
|  | PAOK                 | 1          |           |                      |                     |                 |  |
|  | PAOK                 | 1          |           | Maliye Milli Piyango | 3                   |                 |  |
|  |                      |            |           | Maliye Milli Piyango | 3                   |                 |  |
|  |                      |            | Baia Mare | 0                    |                     |                 |  |
|  | Budućnost Podgorica  | 0          | Baia Mare | 0                    |                     |                 |  |
|  | Budućnost Podgorica  | 0          |           |                      |                     |                 |  |
|  | Baia Mare            | 3          |           |                      | Finale 3º posto     | Finale 3º posto |  |
|  | Baia Mare            | 3          |           |                      |                     |                 |  |
|  |                      |            |           |                      |                     |                 |  |
|  |                      |            |           |                      | PAOK                | 3               |  |
|  |                      |            |           |                      | PAOK                | 3               |  |
|  |                      |            |           |                      | Budućnost Podgorica | 0               |  |

### Semifinali
| 4 ottobre 2014 Sportska dvorana Topolica, Antivari Durata: ? - Spettatori: ? | Maliye Milli Piyango | 3 - 1 | PAOK      | 25-23, 25-22, 25-27, 26-24 |
| 4 ottobre 2014 Sportska dvorana Topolica, Antivari Durata: ? - Spettatori: ? | Budućnost Podgorica  | 0 - 3 | Baia Mare | 22-25, 13-25, 18-25        |

### Finale 3º posto
| 5 ottobre 2014 Sportska dvorana Topolica, Antivari Durata: ? - Spettatori: ? | PAOK | 3 - 0 | Budućnost Podgorica | 25-19, 25-23, 25-15 |

### Finale
| 5 ottobre 2014 Sportska dvorana Topolica, Antivari Durata: ? - Spettatori: ? | Maliye Milli Piyango | 3 - 0 | Baia Mare | 31-29, 25-19, 25-21 |

## Classifica finale
| Pos | Squadra              | Qualificazione        |
| --- | -------------------- | --------------------- |
|     | Maliye Milli Piyango | Challenge Cup 2014-15 |
| 2   | Baia Mare            |                       |
| 3   | PAOK                 |                       |
| 4   | Budućnost Podgorica  |                       |